# 北京大学地质学馆旧址

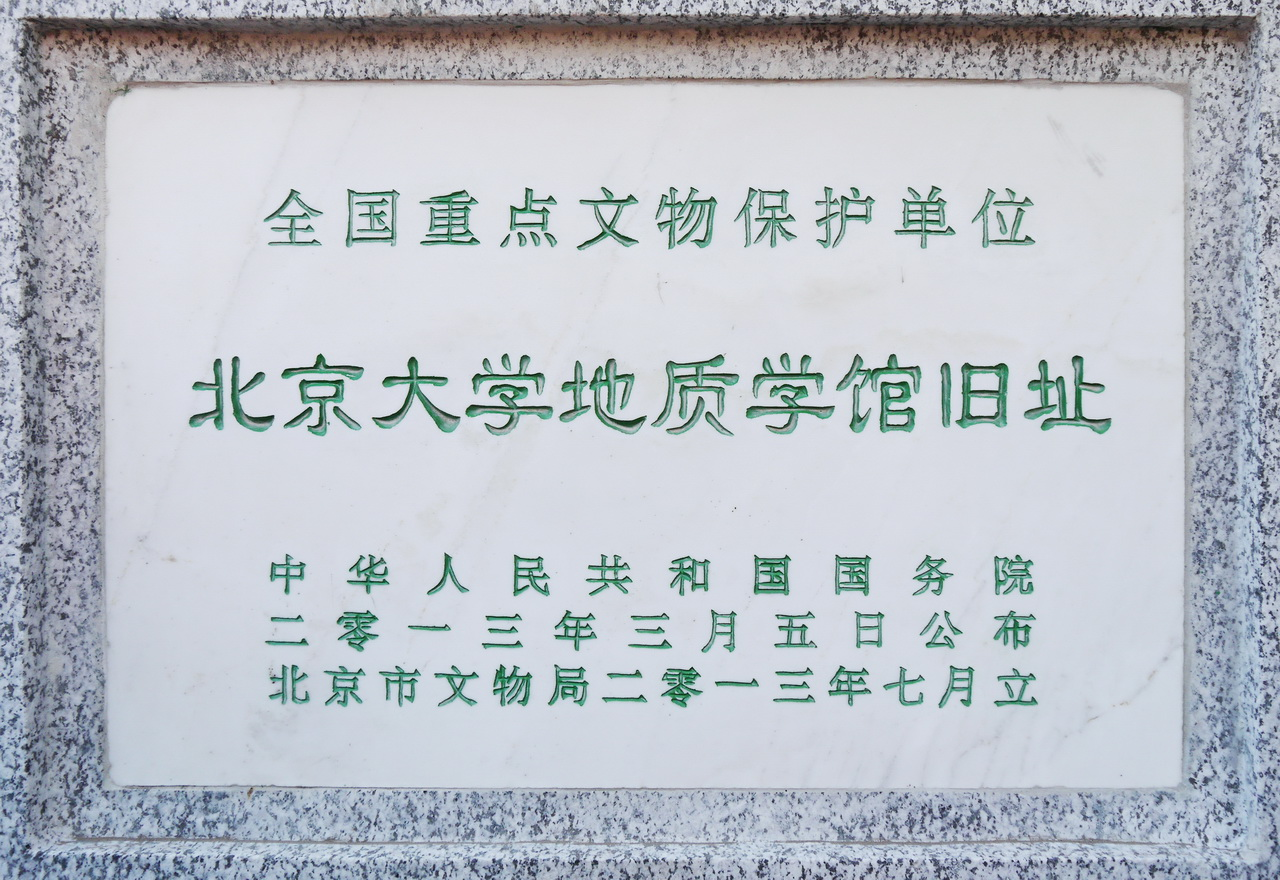
北京大学地质学馆旧址国保碑

北京大学地质学馆旧址，位于北京市东城区沙滩北街15号，原来是国立北京大学地质学馆。

## 建築風格
1920年代至1930年代，西方现代主义同复古折衷主义斗争，大胆创新。被后人视为“民族形式－复古主义”领军人物的梁思成设计的地质学馆采用了现代主义风格，故该建筑对全面认识梁思成的设计思路具有重要价值。在设计时，鉴于建设资金有限，梁思成设计了这座别致的现代主义建筑。建筑平面呈曲尺形，为三层砖混结构，建筑外形完全服从内部功能。体形仅微量曲折，打破了立面的平直感，大玻璃窗洞使该建筑的外形显得清新、轻巧。建筑的主入口设在东南角，门洞宽大内凹，混凝土挑檐简洁；门洞两侧的墙的线脚、灯箱，以及台阶花池，都将入口突出为这座建筑的重点。主入口立面左上方的女儿墙局部高起处，设有旗杆，强调了入口的位置。建筑整体设计精细，窗间的墙上以砖块砌成简洁的凸凹横线，门窗比例、楼梯扶手、墙角的弧线等设计，都形成了明快和谐的现代造型艺术风格。
根据记载，这座地质学馆“自民国二十三年五月间起工，至二十四年七月竣工，计土木工程费用并暖气卫生工程、电气工程及工程师设计费共六万余元。合其他设备计五千五百余元，合共六万六千余元。经费由本校与中基会合作特款及本校经常费拨付，并由本校地质系李四光、丁文江二教授捐薪资助。”
地质学馆的“建筑式样为L形，占地七百九十一平方公尺。南部为三层，北部除地窖外为二层。除楼板屋顶及四周大料用铁筋洋灰外，其余均用砖砌，由梁思成工程师设计，北平卫华、海京两厂承包建筑。”地质学馆的“地窖层用为磨片室、储藏室、锅炉室等；第一层用为教室、古物陈列室、地史陈列室、暗室、阅览室、学生研究室、教员室、职员工作室等；第二层为教室、大讲堂、化验室、显微照相室、矿床实习室、矿物岩石陈列室、教员室等；第三层为教室、地质陈列室、教员室等。”

## 歷史
北京大学地质学馆旧址位于沙滩北街路西的沙滩北街15号院内。此处原来是清朝乾隆年间大学士傅恒的家庙。院内原来立有傅恒征伐金川的功绩碑——傅恒征西川碑（乾隆敕建碑），1986年该碑迁至北京石刻艺术博物馆收藏。中华民国时期，此地是傅恒的裔孙松椿的松公府房产，称“松公府祠堂”。1931年，国立北京大学购得此处房产，经过多方筹集资金，在此建成地质学馆。
1930年12月，蒋梦麟出任北京大学校长之后，北京大学将汉花园（北京大学红楼老校区）以北的松公府全部买下。胡适等人又经努力，争取到中华教育文化基金会资助，设立了合作研究特款。北京大学利用其中部分款项先后在松公府新建了图书馆、地质学馆、灰楼宿舍等建筑。
这座地质学馆是建筑学家梁思成于1934年设计，1935年8月建成。该楼西南角下方的墙上嵌有一块奠基石，上面刻有：“中华民国二十三年五月十五日北京大学校长蒋梦麟奠基”。
1935年8月，北京大学地质系由北京大学二院（马神庙街的京师大学堂旧址）北楼迁入地质学馆，成为北京大学历史上首个拥有独立教学实验楼的理科系。
1952年院系调整后，地质学馆连同北京大学工学院校舍都变为北京地质勘探学院（中国地质大学的前身）的校舍。后来，该建筑又改由中国社会科学院法学研究所使用。该建筑保存较好。1976年唐山大地震之后，在该建筑的外墙增建了抗震框架，对原先简洁明快的建筑风格有所损害。室内装修也受到局部改造。

## 保護
1990年，该建筑作为“北京大学地质馆旧址”被列为第四批北京市文物保护单位。2013年，该建筑作为“北京大学地质学馆旧址”被列为第七批全国重点文物保护单位。